# Universitas Istropolitana

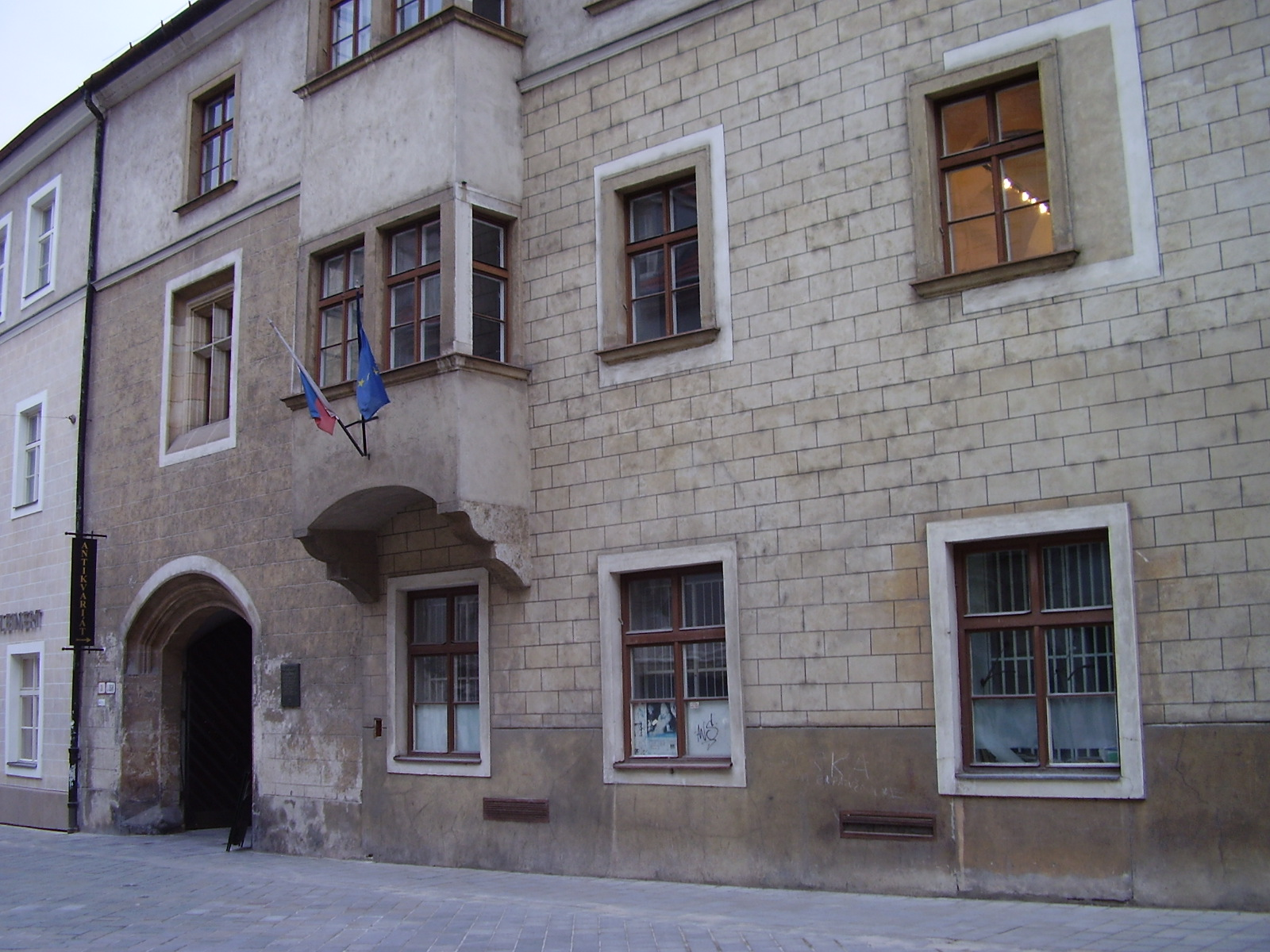
Budynek uniwersytetu

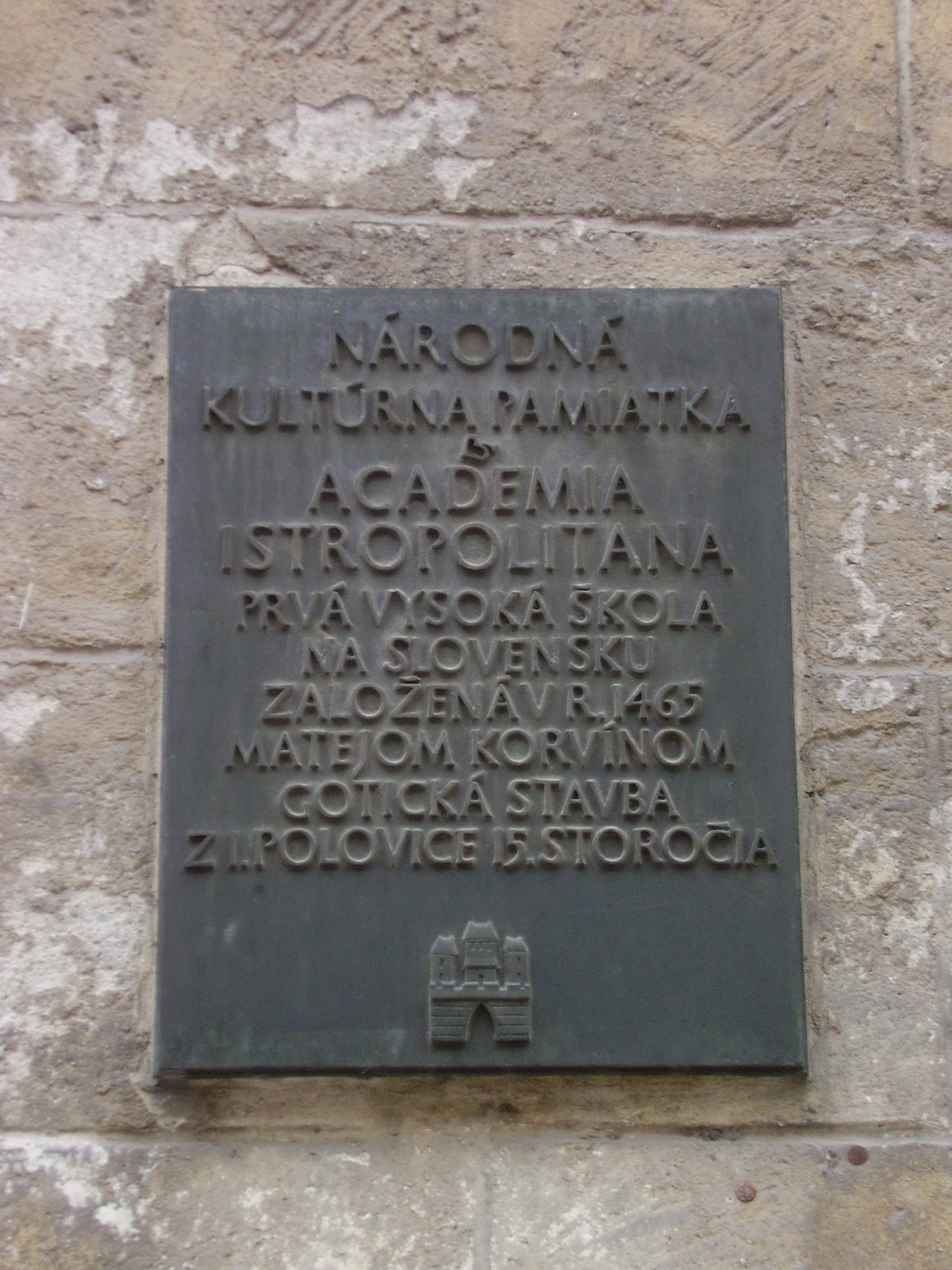
Tablica pamiątkowa na murze dawnej siedziby

Universitas Istropolitana (od XVI wieku i do dziś błędnie nazywana Academia Istropolitana, w wolnym tłumaczeniu Uniwersytet lub Akademia w mieście nad Dunajem) – pierwszy uniwersytet założony na terytorium obecnej Słowacji.

## Historia
Początki Universitas Istropolitana sięgają roku 1465, kiedy to na życzenie króla Węgier Macieja Korwina papież Paweł II rozpoczął działania w celu utworzenia jedynej (choć nie pierwszej) szkoły wyższej na Węgrzech. Do tego celu skierował arcybiskupa ostrzyhomskiego Jana Vitéza oraz biskupa peckiego Janusa Pannoniusa. W roku 1467 zmarł bogaty preszburski mieszczanin Gmaitl, którego budynki wraz z wyposażeniem przeszły na własność króla. Wówczas Maciej Korwin zadecydował, że użyje ich jako budynków akademickich i lokował powstający uniwersytet właśnie w Preszburgu.
Dwa lata później ruszyły zajęcia na czterech fakultetach: teologicznym, prawniczym, medycznym i filozoficznym. Szkoła założona była na podstawie statutów Uniwersytetu Bolońskiego i panowała na niej humanistyczna i antyscholastyczna atmosfera. Nacisk kładziono na nauki przyrodnicze, matematykę, astronomię i medycynę. Do roku 1472 prowadzili ją Ján Vitéz jako kanclerz oraz preszburski rektor Georg (Juraj) von Schönberg.
Początkowo nauczyciele akademiccy pochodzili z Uniwersytetu Wiedeńskiego, później zaś także z Włoch i Polski (Krakowa). W latach 1467–1471 na uniwersytecie pracował znany niemiecki matematyk, astrolog i astronom Johannes Müller von Königsberg (zwany Regiomontanusem). Później na Universitas Istropolitana wykładali także Polacy (Marcin z Olkusza, magister Piotr), Niemcy (Michael Schricker, Erazm z Rezna), Włosi (Galeotto Marzio), z terenów obecnej Słowacji pochodzili Wawrzyniec Koch z Krompach i Marcin ze Szczawnicy. Wykładał tam także wykształcony kanonik Ján Han z Weytry. Profesorowie korzystali z bogatej biblioteki preszburskiej kapituły, na co uzyskali zgodę Georga von Schönberg.
W roku 1472 Ján Vitéz został aresztowany pod zarzutem zorganizowania, wraz z Janusem Pannoniusem, antykrólewskiego spisku, który na tronie węgierskim miał osadzić polskiego króla Kazimierza IV Jagiellończyka. W związku z tym preszburską szkołę opuściło kilku dalszych nauczycieli.
Po zajęciu przez Macieja Korwina Wiednia (1485) i śmierci Georga von Schönberg (1486) nastąpił stopniowy upadek uniwersytetu. Pracę skończył w roku 1488, a definitywnie został zamknięty około 1491 roku, po śmierci Macieja Korwina, który uniwersytet finansował.

## Współczesność
Dziś budynki dawnej Universitas są siedzibą Wydziału Teatralnego Wyższej Szkoły Sztuk Scenicznych i są jednym z siedmiu pomników słowackiego dziedzictwa narodowego (Národná kultúrna pamiatka, NKP) w Bratysławie.
Na pamiątkę uczelni jedna z planetoid z pasa głównego asteroid nosi nazwę (11614) Istropolitana.